# Pentax EI-2000
Pentax EI-2000 — Цифровой зеркальный фотоаппарат, разработанный и производившийся совместно компаниями «Пентакс» и «Хьюлетт-Пакард». Последняя выпускала модель-клон под своей торговой маркой и названием HP PhotoSmart C912. Фотоаппарат не получил большого успеха на рынке, и его выпуск продолжался лишь с 2000 по 2001 год. EI-2000 — первый серийный цифровой зеркальный фотоаппарат «Пентакс». Анонсирован в феврале 2000 года.

## Особенности конструкции
Являясь, по сути, зеркальной камерой, EI-2000 заметно отличалась от классических схем. Зеркало камеры было неподвижным и полупрозрачным. Эта особенность позволяла одновременно использовать и просмотр на экране в реальном времени, и пользоваться зеркальным видоискателем. Непосредственно при съёмке шахта видоискателя перекрывалась заслонкой от паразитной засветки. Фокусировочный экран в камере отсутствовал, и фотограф вместо действительного изображения видел мнимое. Другими словами, такой видоискатель давал все преимущества зеркального, кроме возможности наблюдать ГРИП и наводиться на резкость.
Ещё одним отличием от привычных зеркальных камер был несменный объектив с переменным фокусным расстоянием, оптическое увеличение которого изменялось только электроприводом. Аналогичным образом осуществляется наводка на резкость. В ручном режиме она происходит дискретно, и одно из значений (0.2, 0.3, 0.5, 0.7, 1.0, 1.5, 3.0, 10 м и ∞) выбирается с помощью кнопок управления. Объектив имел возможность диафрагмирования в пределах f/2.5 — f/11 для широкоугольного положения и f/3.9 — f/17.3 для телеположения. Резьба M49 позволяла использовать светофильтры и другие афокальные насадки.
Для передачи сделанных кадров (TIFF или JPEG) камера обладала интерфейсами USB и IRDA. Операционная система Digita была разработана компанией FlashPoint.